# Delivery Hero
Delivery Hero est une entreprise allemande de livraison de plats cuisinés fondée en 2011.
Le groupe opère dans 70 pays et est actif en Europe, en Asie, en Afrique, au Moyen Orient, et en Amérique du Sud. Il détient notamment Hungryhouse, Woowa Brothers, Glovo, Food Panda, Baedal Minjok, Foody, Zomato, et InstaShop.
Delivery Hero est coté à la Bourse de Francfort.
Son siège est à Berlin.

## Histoire
Selon TNW Tech5 2014, Delivery Hero était l'une des 3 start-ups les plus dynamiques d'Allemagne à cette époque
En septembre 2015, Delivery Hero a acheté Foodora à Rocket Internet. Foodora a donc fusionné avec la branche de livraison de restaurants de Delivery Hero, Urban Taste, sous le nom de Foodora.
En septembre 2017, Naspers annonce l'acquisition de la moitié de la participation de Rocket Internet dans Delivery Hero pour 660 millions d'euros, pour faire passer sa participation à 23,6 %,.
En juin 2018, Takeaway acquiert Foodarena, une entreprise de livraison de plats en Suisse, à Delivery Hero, pour un montant non dévoilé.
En décembre 2018, Takeaway annonce l'acquisition d'activités de Delivery Hero en Allemagne, incluant les marques Lieferheld, Pizza.de et Foodora, pour 930 millions d'euros, dont 508 millions en liquidité, le reste permettant à Delivery Hero acquérant une participation de 18 % dans Takeaway. Cette opération créée un nouvel ensemble qui possède une part de marché de 17 % sur la livraison de plats cuisinés à domicile en Allemagne.
En décembre 2019, Delivery Hero annonce l'acquisition de Woowa Brothers, une entreprise coréenne spécialisée dans la livraison de nourriture, pour 4 milliards de dollars. En janvier 2021, les autorités de la concurrence accepte cette acquisition à condition que Delivery Hero vende sa participation dans Yogiyo, no 2 du secteur en Corée du Sud, dans les 6 mois.
En août 2020; Delivery Hero annonce l'acquisition d'InstaShop, une entreprise de livraison de plats présente dans les pays arabes, pour 270 millions d'euros. En septembre 2020, Delivery Hero annonce l'acquisition des activités de Glovo en Amérique du Sud pour 230 millions d'euros. En avril 2021, Delivery Hero prend une participation de 37 % dans Glovo, à la suite d'une levée de capitaux de ce dernier. En mai 2021, Glovo acquiert les activités de Delivery Hero aux Balkans (Romanie, Bulgarie, Serbie, Monténégro, Bosnie et Croatie) pour 170 millions d'euros.
En août 2021, GS Retail annonce l'acquisition avec plusieurs fonds d'investissement de Yogiyo pour 645 millions de dollars à Delivery Hero. En décembre 2021, Delivery Hero annonce la vente de Foodpanda au Japon, ainsi que la réduction de voilure de Foodpanda en Allemagne très peu de temps après avoir l'introduit la marque en Allemagne. Le même mois, Delivery Hero annonce l'acquisition d'une participation complémentaire de 39,4 % dans Glovo, alors qu'il possède déjà une participation de 43,8 %. En janvier 2022, Delivery Hero annonce la vente de presque la totalité de sa participation dans Rappi, une entreprise de livraison en Amérique latine.
Delivery Hero entretient un partenariat avec ShareTheMeal, l'application de collecte de fonds du Programme alimentaire mondial, afin de partager un repas aux personnes souffrant de la faim dans le monde. En 2021, le partenariat avait permis de collecter au total 140 000 dollars, en plus des 35 000 dollars donnés directement par l'entreprise.
Soupçonnant une entente commerciale entre Delivery Hero et Glovo, la Commission Européenne a ouvert une enquête en juillet 2024 sur les pratiques commerciales des deux sociétés. La société a d'ores et déjà passé une provision de 400 millions d'euros sur ce dossier.  En juin 2025 Delivery Hero  est condamnée à 223 millions d'euros par la Commission Européenne pour accord de non débauchage. Delivery Hero et Glovo se sont entendus pour ne pas chercher à débaucher le personnel de l'autre, « un cartel d'achat sur le marché du travail » comme le nommera Teresa Ribera, Commissaire européen à la Concurrence.

## Actionnaires
Au 22 avril 2019.
| Nom                             | Actions    | %     |
| Naspers                         | 41 849 859 | 22,5% |
| Insight Venture Management      | 12 912 900 | 6,95% |
| Baillie Gifford & Co.           | 9 236 540  | 4,97% |
| Rocket Internet                 | 9 204 926  | 4,95% |
| Gavril Abramovich Yushvaev      | 9 182 934  | 4,94% |
| Luxor Capital Group             | 9 130 879  | 4,91% |
| Schroder Investment Management  | 6 275 610  | 3,38% |
| Caledonia (Private) Investments | 5 752 875  | 3,09% |
| The Vanguard Group              | 5 651 813  | 3,04% |
| Ruane, Cunniff & Goldfar        | 5 604 465  | 3,01% |